# Bartomeu Terrades
Bartomeu Terrades i Brutau (ur. 1874 w Barcelonie, zm. 1948 tamże) – hiszpański piłkarz i działacz sportowy.
Był członkiem rady założycielskiej katalońskiego klubu piłkarskiego FC Barcelona, który powstał 29 listopada 1899. Kilka dni później wziął udział w pierwszym meczu zespołu odbywającym się na Velodromo de la Bonanova. W klubie występował na pozycji napastnika i pomocnika. Do 1903 rozegrał w nim 31 meczów. Był również pierwszym w historii skarbnikiem Barçy, a od 25 kwietnia 1901 drugim prezesem po odejściu ze stanowiska Waltera Wilda. Przyczynił się do założenia organizacji Asociación Catalana de Fútbol, która zrzeszała  katalońskie kluby piłki nożnej. Podczas jego kadencji FCB zwyciężyła w rozgrywkach Copa Macaya w 1902, uważanych za prekursora mistrzostw Katalonii. Jako bogaty człowiek wspomagał klub finansowo, m.in. przeznaczył 1400 peset na spłatę długów. Ustąpił ze stanowiska prezesa 5 września 1902. Jego następcą został Pau Haas. Podczas prezesury Artura Witty’ego pełnił funkcję wiceprezesa.